# Mark Waters
Mark Stephen Waters (Cleveland, Ohio, 30 juni 1964) is een Amerikaans filmregisseur. Hij is vooral bekend vanwege zijn regie van de films Just Like Heaven, Mean Girls en Freaky Friday.

## Filmografie
- Vampire Academy: Blood Sisters (2014)
- Mr. Popper's Penguins (2011)
- The Spiderwick Chronicles (2008)
- Henry's List of Wrongs (2006)
- Just Like Heaven (2005)
- Mean Girls (2004)
- Freaky Friday (2003)
- Warning: Parental Advisory (2002) (TV)
- Head Over Heels (2001)
- The House of Yes (1997)